# Hans Moeckel

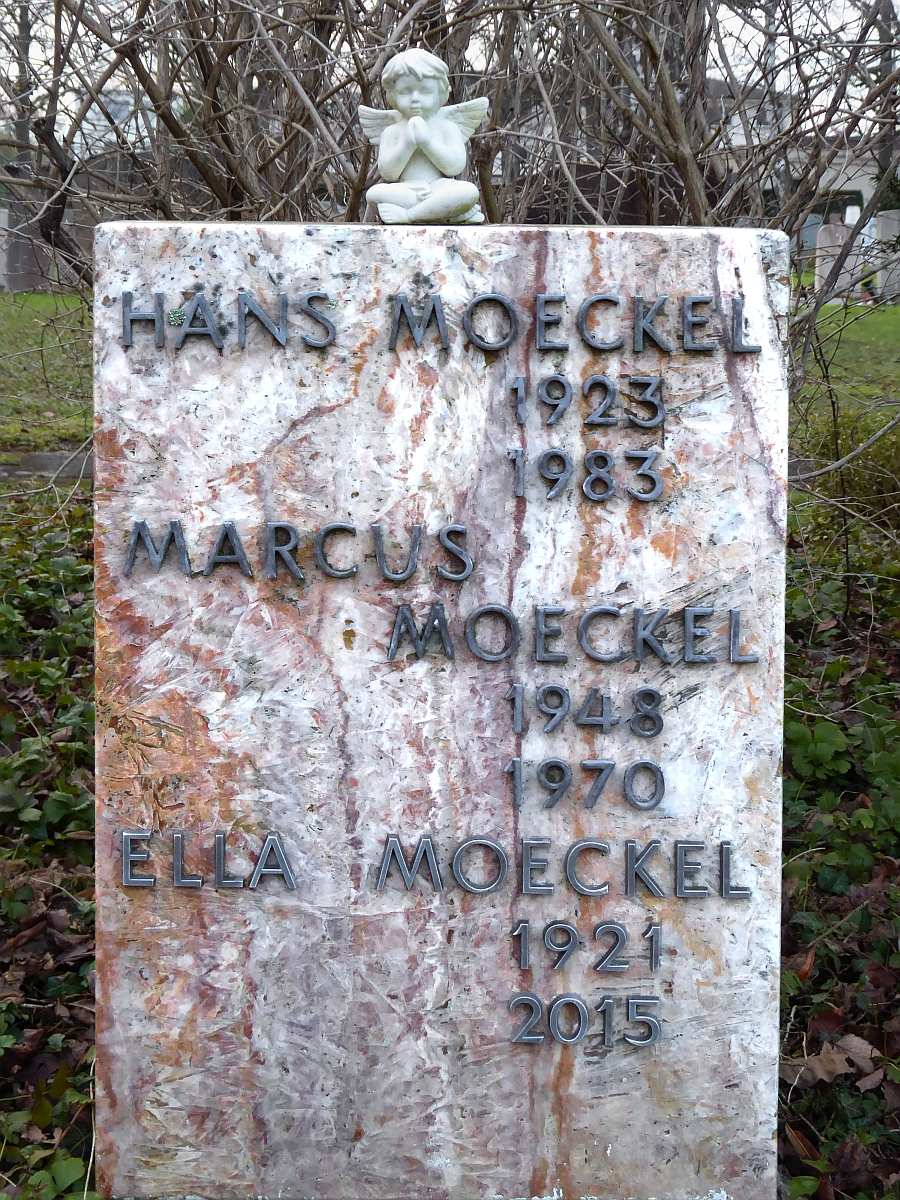
Grab auf dem Friedhof am Hörnli, Riehen, Basel

Hans Moeckel (* 17. Januar 1923 in St. Gallen; † 6. Oktober 1983 in Zürich) war ein Schweizer Komponist und Dirigent.

## Leben und Wirken
1939 betätigte er sich als Bandleader der Swing Pulis in St. Gallen und spielte dort selbst Saxophon und Klarinette. Er versammelte einige Jazzbegeisterte aus dem Kreis der Mitschüler bei der Kantonsschule um sich. Zum Teil spielten diese auch in der Stadtmusik St. Gallen und er handelte sich manche Diskussion mit dem Musikdirektor Hans Heusser ein, der die Tonbildung der Bläser aus der Band beklagte. Der St. Galler Pfadiabteilung des Corps Hospiz war er zuerst als Mitglied mit dem Vulgo Gimpel, später als Komponist für diverse Unterhaltungsanlässe verbunden.
Das Studium absolvierte er am Konservatorium in Zürich in den Fächern Klavier, Komposition und Musiktheorie. Danach wirkte er als Dirigent des Orchesters am Stadttheater St. Gallen. Wegen eines neuen Engagements zog er mit seiner Familie 1947 nach Basel, wo er zunächst als Arrangeur und stellvertretender Dirigent im Studio Basel des Schweizer Radios DRS arbeitete. 1966 wurde er Nachfolger von Cédric Dumont als Dirigent des Unterhaltungsorchesters von Schweizer Radio DRS (damals bekannt als Unterhaltungs-Orchester Beromünster). Mit dem UOR spielte er viele aktuelle Schlager in- und ausländischer Komponisten ein, von denen zahlreiche durch Herbert Rehbein bearbeitet wurden. Seine Aufmerksamkeit für die Blasmusik war sicherlich mitentscheidend für die von ihm mitinitiierte Gründung des Radio-Blasorchesters in Basel. Ferner dirigierte er die Polizeimusik der Stadt Basel. Später dirigierte er auch die Stadtmusik Zürich und die Feldmusik Jona von 1975 bis 1983.
Einem breiten Publikum bekannt wurde er als Komponist von Musicals, die von Ende der 1950er Jahre bis in die 1970er Jahre hinein nicht nur in Zürich, wo sie aufgeführt wurden, sehr bekannt und populär waren, nicht zuletzt dank der Schallplattenproduktionen, die davon mitgeschnitten wurden. Er komponierte auch Musik für Chansons, die Schweizer Schauspielerinnen wie Stephanie Glaser und Ines Torelli für ihre Schallplattenaufnahmen einspielten. Außerdem trat er in den Unterhaltungssendungen des Schweizer Fernsehens DRS regelmäßig als Orchesterleiter in Erscheinung. Zuletzt folgte er einem Ruf als Dozent an das Konservatorium in Zürich.
Er war mit der Sängerin Ella Moeckel verheiratet; der Jazzmusiker Thomas Moeckel ist sein Sohn.

## Werke

### Werke für Orchester
- 1956 Afrikanische Nacht Sinfonische Studie über Motive aus der Afrikanischen Volksmusik
- 1965 Zürich by Night
- Bitterli und die Reisnägel
- Bolèro
- Causerie sentimentale pour deux Cello-solo et orchestre
- Concertino für Klavier und Orchester opus 38
  1. Intrada
  2. Notturno
  3. Capriccio
- Eine Harlekinade in fünf Skizzen, opus 9
- Kapriziöser Walzer
- Kleiner Ländler
- Rondo in Swing für Wurlitzer-Elektronic-Piano und Orchester
- Serenade + Variée für Violine und Orchester, opus 22
- Trompeten-Parade für Trompete und Orchester
- Ul Furmighin für Orchester und Chor
- Zum goldenen Ochsen

### Werke für Blasorchester
- 1961 Volk und Heimat Hymne
- 1962 Allegro Festivo Divertimento
- 1963 Frühlingsgruss
- 1968 Die Reiter von Saignelégier Ouvertüre
- 1968 Fanfaren-Intrade
- 1968 Herbstruf
- 1968 Landschaften-Suite
- 1973 Jurahöhen Ouvertüre
- Bilder aus Asymmetrien
- Cortege
- Danza Paesana Ländlicher Tanz
- Das Gotteskind
- Die Einheitsplatte
- Geburtstagsmarsch unter Verwendung von "Happy Birthday to you"
- Reisepläne
- Retraite für Baslertrommel und Band
- Rhythmicals Suite
- Schwarze Patten
- Sommerwanderung
- Stratosphärima
- Vier Märsche
- Weidmann-Marsch
- Winterfreuden
- Zug um Zug für Posaunen-Trio und Blasorchester
- Schnelle Züge für Posaunen-Trio und Blasorchester

### Bühnenwerke
- 1947 De Füürstei und de Häxegeist Märchenspiel nach Hans Christian Andersen – Text: H. K. Graf
- 1959/1970 Eusi chlii Stadt Musical – Text: Werner Wollenberger
- 1964 Bibi-Balù Ein Gaunermusical in 19 Bildern – Text: Hans Gmür und Karl Suter
- 1964 Voici Bale 3 Lieder aus dem Basler Spiel zur Expo 1964 – Text: Max Afflerbach und Blasius
- 1967 Golden Girl Musical – Text: Hans Gmür und Karl Suter
- 1973 Viva Banana Musical – Text: Hans Gmür und Karl Suter
- 1976 Z wie Züri Musical – Text: Hans Gmür und Karl Suter
- 1977 Torelli Total Bühnenshow von Ines Torelli – Text: Hans Gmür
- Ballett zum "Rhyn im Elsass" Ballett
- Bonifazius und die Wunderlampe
- Freut Euch des Lebens! ein heiteres Spiel in acht Bildern – Text: Walter Lesch
- Die fromme Helene Ballett nach der Dichtung von Wilhelm Busch
- Frühlingsfieber Ballettmusik für Orchester und ein Gesangsquintett, opus 33
- Das gläserne Herz Ballet von Mara Jovanovits
- Musik zum Spiel Herr und Frau Fischer Musik zum Spiel
- Die roten Schuhe ein Tanzspiel – nach einer Idee von Wanda Weber-Bentel
- Tabourettli Mini-Musical
- Tredeschin opus 29, für Orchester und eine Gesangsstimme – Ballet von Maria Jovanovits
- Valses fantastiques – Fantastische Walzer cinq impressions de Ballet
- Zauber, Zirkus, Zuckerhut ein Musical für jung und alt – Text: Jörg Schneider, Liedertexte: Hans Gmür
- Zimmer gesucht ein cabarettistisches Musical – Text: Walter Probst
- Zvil Fränkli

### Werke für Hörfunk und Fernsehen
- 1957 Verzell Du das em Fährimaa
- 1972 Gaslicht Kriminalhörspiel von Patrick Hamilton, Deutsch: Guenter Bloecker
- Alaska-Kid Hörspiel – Text: Kurt Vethake
- Allah hat hundert Namen Hörspiel von Günter Eich
- Amalie Klapotek Hörspielmusik
- Anruf aus dem Jenseits Hörspiel von Robert Innoch
- Atalanta Hörspielmusik
- Auf Schritt und Tritt Hörspielmusik
- Auge um Auge Hörspiel
- Das Beförderungsspiel Hörspiel
- Biggels in grosser Mission Hörspielmusik – Text: W. E. Johns, H. Schürmann
- Bitterli auf hoher See Hörspielmusik
- La Boutique Hörspiel
- Die Bremer Stadtmusikanten
- Vorspiel Ces Opus 5 – Text: Cesar Kaiser
- Die Dame mit dem schwarzen Dackel Hörspiel
- Dominik Dachs TV Jugendspiel
- Dornröschen's Erwachen
- Do-Your-Plättli-Self Hörspiel
- Drei Kugeln ins Herz Hörspiel
- Drei Männer im Schnee Hörspielmusik zu Erich Kästner und René Juillet
- Die drei Tode des Mr. X (Thema mit Variationen) Hörspielmusik
- Das Ende der Nacht Hörspiel
- Enkel durchs Fenster Hörspiel Text: Hugh Wickham, Deutsch von: Angela Süssdorf
- Es lenzt! Hörspiel – Text: Werner Wollenberger
- Eusebius Bitterli bei den Marsbewohnern Hörspiel
- Züri by night
- Flucht aus dem Krügerpark Hörspielmusik
- Fünf Treppen – ohne Fahrstuhl Hörspiel – Text: K. R. Neubert
- Die Geschichte vom toenenden Bleistift Hörspiel von K. Vethake
- Goldregen Hörspielmusik Text: J. B. Priestley und Jul. Filip
- Das Haus voller Gäste Hörspiel – Text: Johannes Hendrich
- Helvetiastrasse 17 Hörspiel – Text: Jacob Fischer
- Der Herr Ornifle Hörspiel – Text: Jean Anouilh, Deutsch: Franz Geiger
- Hinter der Mauer Hörspiel – Text: Vel Gielgue
- Ich möchte einmal König sein Hörspiel – Text: James Krüss
- Die Ilias Hörspiel – Text: Walter Lens und Plattner
- Jim Knopf und die wilde 13 Hörspiel
- Kanalprojekt Cognac Hörspiel – Text: Peter Hammond, Colin Craig
- Die kleinen grauen Zellen Hörspielmusik
- Die Kunst der Lüge Hörspielmusik (Variationen über Ueb immer Treu und Redlichkeit)
- Der letzte Passagier Hörspiel
- Die letzte Visite Hörspiel nach einem Roman von H. Gruhl, H. G. Berthold
- Livingstone's letzte Reise Hörspielmusik
- Der Lohn der Arbeit Hörspiel von Kurt Vethake
- Mein Haus ist meine Burg Hörspielmusik
- Mein Name ist Paul Cox Hörspiel von Rolf und Alexandra Becker
- Hörspielmusik für "Moral" Hörspielmusik – Text: Ludwig Thoma
- Mord am Pharao Hörspiel – Text: Victor Pemberton, A. Werner
- Mord in Venedig Hörspiel von Val Gielgud, Hans Hausmann
- Ein Mord kommt selten allein Hörspiel von Michael Davis, Hans Hausmann
- Morgenstund hat Gold im Mund Hörspiel von Roderick Wilkinson
- Eine Nacht ausser Haus – A night out Hörspiel von Willy H. Thiem
- Nackte Angst Hörspiel von Charles Maître
- Nora Radio-Komödie von Georges Mikes
- Die Odyssee Hörspiel
- Pfui Martina
- Prinz Mandalay Hörspielmusik
- Quo vadis Hörspielmusik
- Der Sängerkrieg der Heidehasen ein Hörspiel für Kinder von James Krüss
- S'Geisteret in dr Ruetegass Hörspiel – Text: Hermann Schneider
- Der silberne Buddha Hörspiel von Martin Blattner
- Spalebärg 77a
- Spurlos verschwunden Hörspiel von Russel Warren, Dan Ferguson, Albert Werner
- Eine Stadt sucht einen Gründer Hörspiel – Text: Hans Hausmann, Kurde Heyne
- Das Steckenpferd Hörspielmusik
- Studie in Scharlachrot Hörspielmusik – Text: Albert Werner
- Ein Tag in Basel Hörspielmusik
- Teleboy Unterhaltungssendung
- Theseus Hörspiel von Edward Blishen, Jeanette Blattner
- Trautes Heim – Glück allein Hörspiel
- Treffpunkt Basel! Hörspielmusik
- Di tumm Auguschtine Hörspiel von Trudi Matarese-Sartoni
- Der unbarmherzige Samariter Hörspiel – Text: Val Gielgud, Doris Suter
- Unter allem Hund Hörspiel von Rod Wilkinson
- Verlass Deinen Garten nicht Hörspiel – Text: Walter Oberer
- Viermal zwei Hörspiel
- Vor hundert Jahren Hörspiel – Text: Gertrud Lendorff
- Weekend Hörspiel von Noël Coward – Deutsch: Martin Dongen
- Die weisse Nelke Hörspiel
- Wer zuletzt lacht Hörspiel von Noël Coward, Rob. Gillner
- Zimmer mit Aussicht auf den Tod Hörspiel von Alain Bernier, Roger Methide
- In den Tagen des Herodes Hörspielmusik

### Filmmusik
- 1955: Nos Forets
- 1958: Eine Rheinfahrt, die ist lustig (Zum goldenen Ochsen)
- 1958: SOS – Gletscherpilot
- 1959: Der Mustergatte
- 1959: Läppli, der Etappenheld
- 1960: Der Herr mit der schwarzen Melone zusammen mit Béla Bartók
- 1961: Wenn Männer Schlange stehen (Chikita)
- 1961: Die Heuchler (Die Gejagten)
- 1962: Der 42. Himmel zusammen mit Werner Kruse
- 1966: Der Würger vom Tower zusammen mit Walter Baumgartner und Bruno Spoerri
- 1968: Die sechs Kummerbuben zusammen mit Robert Blum
- Umfahrung Winterthur Film

### Kammermusik
- Anthracit für Posaune
- Musik zu Menander der Menschenfeind – Dyskolos für Oboe und Schlagzeug